# SN 2003fg
SN 2003fg，有時也稱為"香檳酒超新星"，是一顆不尋常的Ia超新星。它是在2003年被位於夏威夷毛納基山的加法夏望遠鏡和凱克望遠鏡發現的，並由加拿大多倫多大學的研究人員宣布此一發現。這顆超新星出現在距離地球40億光年遠的星系，它的暱稱來自1996年一首歌曲"香檳酒超新星"，是英國綠洲樂隊的一首搖滾樂。
它的不尋常是因為其祖先的質量。依據當時的理解，當白矮星的質量接近1.4倍太陽質量的錢德拉塞卡極限時，就會爆炸成為Ia超新星。這個白矮星增长的質量來自其伴星，可能的演化过程包括恆星風，洛希瓣溢流，或双白矮星合并事件。
然而，SN 2003fg的前身星在爆炸之前的質量達到2倍太陽質量。一个被用来解释一顆白矮星如何超过錢德拉塞卡極限的機制是白矮星的高速自转提供的离心力有效的提高了臨界質量。另一種解釋是，爆炸是由兩顆白矮星合併造成。前身星超钱德拉塞卡質量的證據來自超新星的光譜和光變曲線 －特別虽然它有相对普通Ia超新星过高的亮度，但通过光譜测量到的動能比通常情况的更小。一種解釋是，更多的動能被耗费在從比平常深的重力阱逃逸出來的过程中。
這是很重要的，因為Ia超新星被認為有一致的亮度，使它們可以成為測量宇宙距離的標準燭光。異常類型的Ia超新星会导致测距中产生系统性误差影响其他工作；然而，SN 2003fg的光度曲線特徵使它永遠不會被误认为普通的高紅移Ia超新星。

## 外部連結
- SN 2003fg - SIMBAD（页面存档备份，存于）
- 'Champagne supernova' challenges understanding of how supernovae work - University of Toronto（页面存档备份，存于）
- Cosmos Magazine - "Rebellious supernova confronts dark energy"
- 'Champagne Supernova' breaks astronomical rules - CBC（页面存档备份，存于）
- Astronomy: Champagne supernova - Nature（页面存档备份，存于） (subscription site)
- Supernovae - NASA GSFC（页面存档备份，存于）